# Cichlasoma labridens
Cichlasoma labridens је зракоперка из реда Perciformes.

## Угроженост
Ова врста се сматра угроженом.

## Распрострањење
Ареал врсте је ограничен на једну државу, Мексико.

## Станиште
Станиште врсте су слатководна подручја.